# ニッケル・プレート鉄道
ニッケル・プレート鉄道（ニッケル・プレートてつどう）は過去に存在したアメリカ合衆国の鉄道会社。正式名称はニューヨーク・シカゴ・アンド・セントルイス鉄道（New York, Chicago and St. Louis Railroad）という。主に貨物輸送を中心としていた。
営業路線は広くニューヨーク州 - ペンシルベニア州 - オハイオ州 - インディアナ州 - イリノイ州まで及んでいた。

## 歴史

### 背景
南北戦争後25年が経ち、合衆国の鉄道の路線長は2倍以上になり、アメリカの面影を永久に変えた。アメリカの鉄道輸送は東部から膨張する西部への輸送量が増大した。これにより工場はより効率化のため大規模化された。農産物の市場までの距離は馬車で1日の距離までだった。鉄道と鉄道建設は大きな産業になった。1881年、32人中1人が鉄道または鉄道の建設に従事していた。
1877年ごろ、ウィリアム・ヘンリー・ヴァンダービルトとジェイ・グールドの二人の偉大な鉄道開発者達は五大湖の南に鉄道の敷設を構想した。1878年、ウィリアム・ヴァンダービルトはニューヨーク州バッファロー - オハイオ州クリーブランド - ミシガン州デトロイト - シカゴ間の鉄道輸送を独占した。彼だけがこの地域の鉄道レイクショア・アンド・ミシガン・サザン鉄道を所有していたからである。彼は当時、全米最大の金持ちだった。1881年、ジェイ・グールドは全米の約15%の路線長の鉄道を支配していた。その多くはミシシッピ川の西で彼はアメリカで最も冷酷な金融屋だった。グールドの主要な鉄道でミシシッピ川の東は3350 mile(5400 km)のウォーバッシュ鉄道(Wabash)だった。ウォーバッシュの本線はミシシッピ州セントルイスからオハイオ州トレドまでで、それより東の輸送はウィリアム・ヴァンダービルトのレイクショアラインが押さえていた。
ジェイゴールドとウィリアムバンダービルドは共同ですべての中西部における東西の鉄道輸送を構想した。
セネー・シンジケートが所有する350 mile(560 km)の鉄道であるレイク・エリー・アンド・ウェスタン鉄道に関心を示した。舞台はニューヨーク、シカゴとセントルイスに設けられた。
1881年五大湖の南の湖畔であるニューヨーク州バッファローからシカゴを結ぶ路線が開業した。

### 第二次世界大戦と戦後
第二次世界大戦時にはニッケルプレートは他の全ての鉄道会社同様に戦争遂行に協力した。戦争中、増大する輸送量に応じる為、NKPは55両のバークシャーを発注した。
戦後、1947年、チェサピーク＆オハイオ鉄道は株を売り払ってNKPの経営を止めた。同年、NKPは11両のアルコ社の電気式ディーゼル機関車を発注してブルーバードと名づけた。これらは1900年代初頭以来、NKPにとって初めて黒以外の塗色の機関車であった。
1949年、NKPは最後のバークシャーである779号を受領した。同時にこれはライマ社にとって最後の蒸気機関車でもあった。同年末12月1日、NKPはWLEを借りた。
1960年、最後の蒸気機関車が引退してNKPは公式にディーゼル化された。
1964年ノーフォーク・アンド・ウェスタン鉄道に吸収された。
比較的遅くまで蒸気機関車を運用していたため、カラーの映像も多く残されている。S1からS3というバークシャー型 (2-8-4) の車輪配置を持つ蒸気機関車を運用していた。
779はLIMA社製造の最後の蒸気機関車で現在は保存されている。他にS2(765)が動態保存されている。